# Louisville, Colorado
Louisville är en stad (city) i Boulder County, i delstaten Colorado, USA. Enligt United States Census Bureau har staden en folkmängd på 18 684 invånare (2011) och en landarea på 20,4 km².